# Узелац
Узелац је старо српско презиме пореклом из Лике, Далмације и Босанске Крајине. Заступљено је код Срба православне и католичке вероисповести. Најчешћа слава презимена је Свети Никола.

## Значење
Презиме има корене из речи "Узети" и представља младожењу који се уселио у женину кућу, за разлику од обрнуте традиције.

## Познати Узелци
- Александар Узелац, српски историчар
- Милан Узелац, генерал
- Слободан Узелац, професор и политичар
- Срђан Узелац, партизан и народни херој Југославије
- Миле Узелац, генерал-потпуковник ЈНА и народни херој Југославије
- Угљеша Узелац, економиста, градоначелник Сарајева
- Миливој Узелац, сликар радио и живео у Паризу (1897-1977)
- Марко Узелац, партизан, министар, директор Робних кућа Београд (1917-1999)
- Александра Узелац, српска одбојкашица